# 산부추
산부추는 수선화과 부추아과 부추속의 여러해살이풀이다. 비늘줄기와 연한 부분은 마늘 냄새가 나며, 식용한다. 한국, 일본, 중국 등지에 분포한다.
강원도와 경기도의 산부추가 맛의 방주에 등재되어 있다.

## 특성과 형태
산지의 풀밭이나 볕이 잘 드는 길가에서 자라는 다년생 식물이다. 불룩한 인경에서 몇 개의 잎이 길게 자라고 아래쪽은 지난해 남긴 잎이 메말라갈 때즘 하나의 꽃줄기가 자라나 그 끝에서 보라색을 띤 작은 꽃들이 뭉쳐서 핀다. 근경과 함께 어린 싹은 나물로 한다. 마늘 같은 독특한 냄새가 난다.

## 같이 보기
- 부추
- 차이브
- 산파